# 哈里森堡 (路易斯安那州)
哈里森（英語：Harrisonburg），是美国路易斯安那州下属的一座村镇。根据2010年美国人口普查，该市有人口348人。建置上，属于“village”。